# Sinobryobia
Sinobryobia är ett släkte av spindeldjur. Sinobryobia ingår i familjen Tetranychidae.
Kladogram enligt Catalogue of Life:
| Sinobryobia | \| \| Sinobryobia chinensis \| \| \| \| \| \| Sinobryobia fani \| \| \| \| |
|             | \| \| Sinobryobia chinensis \| \| \| \| \| \| Sinobryobia fani \| \| \| \| |
|             | Sinobryobia chinensis                                                      |
|             |                                                                            |
|             | Sinobryobia fani                                                           |
|             |                                                                            |